# Lauthäufigkeit
Unter Lauthäufigkeit versteht man die Häufigkeit, mit der die Laute einer Sprache in Texten dieser Sprache oder auch in ihren Wörterbüchern vorkommen.

## Laute – Phoneme – Buchstaben
Relativ viele Untersuchungen wurden in vielen Sprachen zur Buchstabenhäufigkeit durchgeführt. Wenn man sich aber – etwa aus Gesichtspunkten der Sprachheilforschung – mit Artikulationsproblemen befassen will, ist es notwendig, stattdessen die Lauthäufigkeiten oder gegebenenfalls auch die Phonemhäufigkeiten zu erfassen. Eine Erhebung zu den Lauthäufigkeiten betont dabei stärker das Lautsystem insgesamt, eine zur Phonemhäufigkeit dagegen mehr die Lauteigenschaften, die für die Unterscheidung der Wörter bedeutsam sind.

## Das Verhältnis zwischen Lauten und Buchstaben
Das Verhältnis zwischen Lauten und Buchstaben gestaltet sich in den Sprachen der Welt recht unterschiedlich. So gilt etwa Finnisch als eine Sprache, in der Buchstaben und Laute in einem recht engen Verhältnis stehen, während dagegen im Englischen deutliche Diskrepanzen herrschen. Das Deutsche steht – was dieses Verhältnis angeht – irgendwo zwischen diesen genannten Sprachen. Je größer die Diskrepanz zwischen der Buchstaben- und der Lautform der Wörter in einer Sprache ist, desto wichtiger ist es, neben den Buchstaben- auch die Lauthäufigkeiten zu kennen.

## Lauthäufigkeit in der deutschen Sprache
Die folgende Statistik basiert auf einer Auswahl von Prosa verschiedener Autoren, welche 48222 Laute umfasst.
| Laut       | Beispiel     | Häufigkeit |
| ---------- | ------------ | ---------- |
| [⁠aː⁠]       | kam          | 1,800 %    |
| [⁠a⁠]        | Kamm         | 2,997 %    |
| [⁠ɑ⁠] 1      | Alaun        | 0,064 %    |
| [⁠eː⁠]       | stehlen      | 1,178 %    |
| [⁠ɛ⁠]        | Stelle       | 2,708 %    |
| [⁠e⁠]        | Genom        | 0,112 %    |
| [⁠eː⁠]/[⁠e⁠] 2 | der          | 1,298 %    |
| [⁠ɛː⁠]       | Käse         | 0,278 %    |
| [⁠ə⁠]        | bitte        | 9,991 %    |
| [⁠iː⁠]       | Miete        | 2,453 %    |
| [⁠ɪ⁠]        | Mitte        | 3,820 %    |
| [⁠i⁠]        | vital        | 0,402 %    |
| [⁠oː⁠]       | Ofen         | 0,937 %    |
| [⁠ɔ⁠]        | offen        | 1,234 %    |
| [⁠o⁠]        | Roman        | 0,112 %    |
| [⁠øː⁠]       | Höhle        | 0,245 %    |
| [⁠œ⁠]        | Hölle        | 0,120 %    |
| [⁠ø⁠]        | Ödem         | -          |
| [⁠uː⁠]       | Mut          | 0,983 %    |
| [⁠ʊ⁠]        | Mutter       | 2,065 %    |
| [⁠u⁠]        | Rubin        | 0,100 %    |
| [⁠yː⁠]       | müßig        | 0,400 %    |
| [⁠ʏ⁠]        | müssen       | 0,317 %    |
| [⁠y⁠]        | Physik       | 0,010 %    |
| [⁠aɪ̯⁠] 3     | Heim         | 2,559 %    |
| [⁠aʊ̯⁠] 3     | Haus         | 0,796 %    |
| [⁠ɔʏ̯⁠] 3     | Eule         | 0,332 %    |
| [⁠ʁ⁠]        | rot          | 7,777 %    |
| [⁠l⁠]        | Lamm         | 3,623 %    |
| [⁠m⁠]        | Maus         | 2,669 %    |
| [⁠n⁠]        | Nord         | 10,559 %   |
| [⁠ŋ⁠]        | Lang         | 0,720 %    |
| [⁠h⁠]        | Haus         | 1,120 %    |
| [⁠f⁠]        | Vogel        | 2,451 %    |
| [⁠v⁠]        | Winter       | 2,009 %    |
| [⁠s⁠]        | Straße       | 4,799 %    |
| [⁠z⁠]        | sechs        | 2,350 %    |
| [⁠ʃ⁠]        | Schule       | 1,412 %    |
| [⁠ç⁠]        | Ich          | 2,310 %    |
| [⁠x⁠]        | Lachen       | 0,689 %    |
| [⁠j⁠]        | jung         | 0,218 %    |
| [⁠b⁠]        | Biene        | 1,910 %    |
| [⁠b⁠]/[⁠p⁠] 4  | selbst, lieb | 0,241 %    |
| [⁠p⁠]        | Pate         | 0,545 %    |
| [⁠d⁠]        | dann         | 4,884 %    |
| [⁠d⁠]/[⁠t⁠] 5  | und, Leid    | 1,360 %    |
| [⁠t⁠]        | Tag          | 7,111 %    |
| [⁠ɡ⁠]        | Gang         | 2,281 %    |
| [⁠ɡ⁠]/[⁠k⁠] 6  | sagte        | 0,272 %    |
| [⁠k⁠]        | Katze        | 1,379 %    |
| [⁠ʒ⁠]        | Genie        | -          |